# Kompilation fra Korsør
Kompilation fra Korsør er en dansk film fra 1936 med dokumentariske optagelser fra Korsør. 

## Handling
Filmfarce optaget i Korsør:
Scener på torvet ved slagterbod. Tyveknægt springer ud af vindue og forfølges af folkemasse, fanges af politiet og slæbes væk.

Herefter dokumentariske optagelser: Rejsegilde på Halsskovskolen 5. maj 1923, festdag i Boeslunde, konfirmander og gæster foran kirke, biografen - tilskuere myldrer ud efter forestilling. Filmfarcen fortsætter (mellemtekster forklarer handlingen). 

Til slut igen dokumentariske optagelser fra fodboldkamp søndag d. 7. april 1936 mellem Vejen og Korsør. Efter kampen myldrer tilskuerne ud.